# Митрофаново (Кемеровская область)
Митрофаново — деревня в Юргинском районе Кемеровской области России. Входит в состав Новоромановского сельского поселения.

## География
Деревня находится в северо-западной части области, на левом берегу реки Томь, вблизи места впадения в неё реки Кунгурка, на расстоянии примерно 18 километров (по прямой) к востоку-юго-востоку (ESE) от районного центра города Юрга. Абсолютная высота — 121 метр над уровнем моря.
Часовой пояс
Деревня Митрофаново, как и вся Кемеровская область, находится в часовой зоне МСК+4. Смещение применяемого времени относительно UTC составляет +7:00.

## История
Основано в 1702 году. В «Списке населенных мест Российской империи» 1868 года издания населённый пункт упомянут как заводская деревня Митрофанова Томского округа (2-го участка) при реке Томи, расположенная в 115 верстах от окружного центра Томска. В деревне имелось 44 двора и проживало 207 человек (96 мужчин и 111 женщин).
В 1911 году в деревне, входившей в состав Тутальской волости Томского уезда, имелось 102 двора и проживало 456 человек (225 мужчин и 231 женщина). Действовали водяная мельница, мелочная лавка, кузница и маслобойное заведение.
По данным 1926 года имелось 95 хозяйств и проживало 457 человек (в основном — русские). Функционировала школа I ступени. В административном отношении деревня являлась центром Митрофановского сельсовета Юргинского района Томского округа Сибирского края.

## Население
| 2010 |
| ---- |
| 120  |

Половой состав
По данным Всероссийской переписи населения 2010 года в гендерной структуре населения мужчины составляли 50,8 %, женщины — соответственно 49,2 %.
Национальный состав
Согласно результатам переписи 2002 года, в национальной структуре населения русские составляли 90 % из 177 чел.

## Улицы
Уличная сеть деревни состоит из пяти улиц и одного переулка.